# Topola (Miedniewice)
Topola – część wsi Miedniewice w Polsce, położona w województwie łódzkim, w powiecie skierniewickim, w gminie Skierniewice.
W latach 1975–1998 Topola administracyjnie należała do województwa skierniewickiego.